# Die Arche (Kabarett)
Das Thüringer Satiretheater und Kabarett Die Arche e. V. wurde 1979 als neue Sparte der Städtischen Bühnen in Erfurt gegründet. Spielstätte ist seit 1986 das Erfurter Theater Waidspeicher am Domplatz, ein ehemaliger Speicher für Färberwaid.
Träger des Kabaretts ist seit 1994 der Verein Thüringer Satiretheater und Kabarett DIE ARCHE e.V. Ab 2017 war Harald Richter Geschäftsführer des Kabaretts Die Arche, 2022 übernahm Nicolas Jantosch die künstlerische Leitung.
Zur Erstbesetzung der Spielzeit 1979/80 gehörten unter anderem Brigitte von der Trenck, Christina Emig-Könning, Wolfgang Lauer, Wolfgang Junge und Ulf Annel. Annel leitete ab 1981 die Sparte Kabarett der Städtischen Bühnen. Der Gitarrist und Bassist Christian Wiedenhövt gehörte ebenfalls zur ersten Spielzeit.
Zum Ensemble gehören Ulf Annel, Andreas Pflug, Beatrice Thron, Katrin Heinke, Verena Fränzel, Dominique Wand, Fernando Blumenthal, Julia Maronde, Annemarie Schmidt, Nicolas Jantosch und Björn Sauer. Die Musiker Burkhard Wieditz (Schlagzeug), Robert Willeke (Schlagzeug), Yulia Martynova (Klavier), Daniel Gracz (Klavier) und Tim Ahlfeld (Klavier) begleiten die Inszenierungen mit Eigen- und Gastkompositionen.
Im Schnitt werden im Jahr im Kabarett Die Arche 280 Vorstellungen aus rund 10 verschiedenen Inszenierungen gespielt.